# ژان-ژاک بوگویی
ژان-ژاک بوگویی (فرانسوی: Jean-Jacques Bougouhi‎؛ زادهٔ ۱۲ ژوئن ۱۹۹۲) یک بازیکن فوتبال اهل ساحل عاج است.

## باشگاهی
از باشگاه‌هایی که در آن بازی کرده‌است می‌توان به باشگاه فوتبال شیراک، باشگاه فوتبال ای‌اس‌ای‌سی میموزاز، باشگاه فوتبال شیراک، باشگاه فوتبال اورال یکاترینبورگ و باشگاه فوتبال شیراک اشاره کرد.

## = باشگاهی
=
تا تاریخ match played ۱۵ April ۲۰۱۹
| باشگاه            | فصل          | لیگ                       | لیگ    | لیگ  | جام حذفی | جام حذفی | قاره‌ای | قاره‌ای | مجموعاً | مجموعاً |
| باشگاه            | فصل          | دسته                      | حضورها | گل‌ها | حضورها   | گل‌ها     | حضورها | گل‌ها   | حضورها | گل‌ها   |
| ----------------- | ------------ | ------------------------- | ------ | ---- | -------- | -------- | ------ | ------ | ------ | ------ |
| شیراک             | ۲۰۱۴–۱۵      | لیگ برتر فوتبال ارمنستان  | ۲۵     | ۲۰   | ۱        | ۰        | ۱      | ۰      | ۲۷     | ۲۰     |
| شیراک             | ۲۰۱۵–۱۶      | لیگ برتر فوتبال ارمنستان  | ۱      | ۱    | ۰        | ۰        | ۴      | ۳      | ۵      | ۴      |
| شیراک             | مجموعاً       | مجموعاً                    | ۲۶     | ۲۱   | ۱        | ۰        | ۵      | ۳      | ۳۲     | ۲۴     |
| Torpedo Armavir   | 2015–16      | Russian National League   | ۲۱     | ۶    | ۲        | ۱        | –      | –      | ۲۳     | ۷      |
| اورال یکاترینبورگ | 2016–17      | لیگ برتر فوتبال روسیه     | ۲      | ۰    | ۱        | ۰        | –      | –      | ۳      | ۰      |
| هلسینکی           | 2017         | لیگ برتر فوتبال فنلاند    | ۲      | ۰    | ۰        | ۰        | ۰      | ۰      | ۲      | ۰      |
| İstanbulspor      | 2017–18      | لیگ دسته اول فوتبال ترکیه | ۱۵     | ۲    | ۵        | ۱        | –      | –      | ۲۰     | ۳      |
| شیراک             | 2018–19      | لیگ برتر فوتبال ارمنستان  | 10     | 1    | 2        | 0        | –      | –      | 12     | 1      |
| Ararat-Armenia    | 2018–19      | لیگ برتر فوتبال ارمنستان  | ۷      | ۳    | ۰        | ۰        | –      | –      | ۷      | ۳      |
| Career total      | Career total | Career total              | ۸۳     | ۳۳   | ۱۱       | ۲        | ۵      | ۳      | ۹۹     | ۳۸     |

## افتخارات
ASEC Mimosas
- لیگ ۱ قهرمان: ۲۰۰۹, ۲۰۱۰

شیراک
- بهترین گلزن لیگ برتر فوتبال ارمنستان ۲۰۱۴–۱۵: ۲۱ سال.